# احمد مجدی (بازیکن فوتبال، زاده ۱۹۸۹)
احمد مجدی (عربی: أحمد مجدي؛ زادهٔ ۹ دسامبر ۱۹۸۹) یک بازیکن فوتبال اهل مصر است.

## باشگاهی
از باشگاه‌هایی که در آن بازی کرده‌است می‌توان به باشگاه فوتبال الوحده عربستان سعودی اشاره کرد.

## تیم ملی
وی همچنین در تیم‌های ملی فوتبال زیر 20 سال مصر زیر 23 سال مصر و بزرگسالان مصر بازی کرده است.